# Esperantologie
Esperantologie is de filologie van de kunsttaal Esperanto. Het is de wetenschap over de woordopbouw, de woordsamenstelling, de omzetting van internationale vakwoorden en eigennamen.
Een esperantologisch principe van woordopbouw is bijvoorbeeld het principe van: Wat noodzakelijk en wat voldoende is. Dat vereist een evenwicht tussen beknoptheid en duidelijkheid van het woord.
In verband met de woordstammen worden volgende principes vooropgesteld:
1. het principe van de internationaliteit
2. het principe van de analogie met andere taalelementen
3. het principe van de woord-economie (beknoptheid)
4. het principe van de welluidendheid

Zoals men merkt is het niet altijd mogelijk de bovenstaande principes tegelijk te volgen.
Neem als voorbeeld het woord internationaal: Volgens het eerste principe zou het woord vertaald moeten worden als "internacionala" maar het (derde) principe van beknoptheid vereist een kortere vertaling "internacia". In het Esperanto schijnt het tweede en derde principe belangrijker te zijn dan het eerste.

## Esperantologen
- Detlev Blanke
- Boris Kolker
- Marc van Oostendorp (Nederland)
- Gaston Waringhien
- Eugen Wüster